# إدوارد لويد (سياسي أمريكي)
إدوارد لويد (بالإنجليزية: Edward Lloyd)‏ هو سياسي أمريكي، ولد في 15 ديسمبر 1744 في مقاطعة تالبوت في الولايات المتحدة، وتوفي في 8 يوليو 1796. انتخب عضو مجلس النواب لولاية ماريلند.